# Forushande
Forushande (Perzisch: فروشنده; Engels: The Salesman) is een Iraans-Franse film uit 2016, geschreven en geregisseerd door Asghar Farhadi. De film ging op 21 mei 2016 in première op het Filmfestival van Cannes in de competitie voor de Gouden Palm.

## Verhaal
Een koppel, Emad en Rana, zijn gedwongen hun appartement te verlaten wegens gevaarlijke werkzaamheden aan een nabijgelegen gebouw. Daarom verhuizen ze naar een nieuw appartement in het centrum van Teheran. Maar door een incident waarbij de vorige huurder betrokken was, verandert hun leven op een drastische manier.

## Rolverdeling
| Acteur            | Personage |
| ----------------- | --------- |
| Shahab Hosseini   | Emad      |
| Taraneh Alidoosti | Rana      |
| Babak Karimi      | Babak     |

## Prijzen en nominaties
De belangrijkste:
| Jaar | Prijs                   | Categorie                    | Genomineerde(n)              | Uitslag     |
| ---- | ----------------------- | ---------------------------- | ---------------------------- | ----------- |
| 2017 | Academy Awards          | Beste niet-Engelstalige film | Beste niet-Engelstalige film | Gewonnen    |
| 2017 | Satellite Awards        | Beste niet-Engelstalige film | Beste niet-Engelstalige film | Gewonnen    |
| 2017 | Golden Globes           | Beste buitenlandse film      | Beste buitenlandse film      | Genomineerd |
| 2017 | Critics' Choice Awards  | Beste buitenlandse film      | Beste buitenlandse film      | Genomineerd |
| 2016 | Filmfestival van Cannes | Beste scenario               | Asghar Farhadi               | Gewonnen    |
| 2016 | Filmfestival van Cannes | Beste acteur                 | Shahab Hosseini              | Gewonnen    |

## Productie
De film werd geselecteerd als Iraanse inzending en won de Oscar voor beste niet-Engelstalige film bij de 89ste Oscaruitreiking.